# Rakel Rasteni
Rakel Rasteni (engl. Raquel Rastenni, 21. avgust 1915. — 17. avgust 1998), rođena kao Anna Rakel Rasten, bila je popularna danska pjevačica. Rođena je u Kopenhagenu i odrasla je u malom stanu u siromašnom centralnom delu grada. Njeni roditelji su bili Jevreji i emigrirali su u Dansku iz Rusije početkom 20. veka. Njen otac je bio krojač, a njena majka bila je krojačica.
Svoju pevačku karijeru Rasteni je počela 1938. godine. Kao Jevrejka, napustila je Dansku u oktobru 1943. zajedno sa svojom porodicom, pošto je zemlja bila pod nacističkom okupacijom. Ostatak ratnih godina provela je u Švedskoj, ge je nastavila svoju uspešnu pevačku karijeru.
U Dansku se vratila 1945. godine, a nakon toga je postala vodeća ženska baladska pevačica u Danskoj. U karijeri je pevala na danskom, švedskom, jidišu i hebrejskom.
Nakon pobede na Dansk Melodi Grand Prix-u, predstavljala je Dansku na Pesmi Evrovizije 1958. godine sa pesmom "Jeg rev et blad ud af min dagbog". Osvojila je 8 mesto sa 3 osvojena boda. Još jednom je učestvovalana Dansk Melodi Grand Prik-u, pevajući u duetu sa Grethe Sønck pesmu "Hjemme hos os".
Krajem 1980-ih ona se povukla iz javnog života. Umrla je u Skodsborgu u sjevernom dijelu Sjællanda četiri dana prije 83. rođendana.